# Crepidula derjugini
Crepidula derjugini is een slakkensoort uit de familie van de Calyptraeidae. De wetenschappelijke naam van de soort is voor het eerst geldig gepubliceerd in 1962 door Golikov & Kussakin.